# Saoirse Noonan
Saoirse Noonan, née le 13 juillet 1999 à Cork, est une footballeuse internationale irlandaise. Elle joue au poste d'attaquante au Celtic FC. Avant de devenir footballeuse professionnelle Saoirse Noonan a mené de front deux activités de footballeuse, une au football association et une au football gaélique.

## Football

### En club
Noonan est originaire du quartier de Grange à Cork. Elle commence à jouer au football dans les équipes de garçons dans lesquelles joue son frère aîné Eoin. Frustrée d'être exclue du football masculin, mais elle prend rapidement plaisir à jouer dans les équipes féminines de Douglas Hall. Dans sa jeunesse, l'idole de Noonan était sa future coéquipière à Cork City et internationale, Clare Shine.
Noonan rejoint Cork City et joue ses premières rencontres en Women National League lors de la saison 2015-16 ; elle n'a alors que 16 ans. Au cours d'une première campagne prometteuse, elle se montre particulièrement brillante et remporte le prix de la joueuse du mois de novembre/décembre 2015 de la WNL. En 2017, Noonan est nommée jeune joueuse de la saison et aide Cork City, qui s'est rapidement amélioré, à remporter son premier trophée majeur en battant les UCD Waves 1-0 en finale de la Coupe d'Irlande à l'Aviva Stadium.
En 2018, Saoirse Noonan rate son penalty alors que Cork City perd la finale du WNL Shield face aux Wexford Youths lors d'une séance de tirs au but. L'emploi du temps de Noonan est alors " plus que mouvementé " en 2018. En plus de jouer et de s'entraîner avec Cork City, elle passe ses examens du Leaving Certificate, jouer pour l'équipe senior de football gaélique inter-comtés de Cork et prend du temps pour écrire une chronique hebdomadaire sur le site The42.ie. Lors du dernier match de la saison de championnat contre Peamount United, elle subit une déchirure partielle du ligament croisé antérieur sans que cela ne nécessite une opération chirurgicale mais l'éloigne des terrains pour environ cinq mois.
En 2019, Saoirse Noonan était perçue comme l'une des joueuses les plus talentueuses du championnat irlandais. Cork City termine à la cinquième place sur huit équipes, égalant ainsi sa meilleure performance, mais Noonan - la meilleure buteuse de l'histoire du club - est parfois indisponible en raison de ses engagements dans le football gaélique. Le début de la saison 2020 est retardé jusqu'en août par la pandémie de Covid-19 en Irlande. Noonan utilise ce temps libre pour créer une entreprise de coaching individuel et pour travailler dur à l'amélioration de sa propre forme physique. Elle commence la saison en bonne forme et est félicitée par l'entraîneur de Cork City, Ronan Collins, après avoir remporté le prix de la joueuse du mois de septembre 2020 : « « Saoirse a des tas de capacités et de talents, mais parfois nous oublions à quel point elle est jeune puisqu'elle n'a eu 21 ans que récemment. Pendant le lockdown, elle a fait beaucoup d'efforts sur elle-même et cela porte ses fruits maintenant » ».
Le 8 novembre 2020, le nom de Noonan est très à la mode sur Twitter en Irlande car elle marque les deux buts de la victoire de Cork City en demi-finale de la FAI Women's Cup contre Treaty United (2-0), un jour après avoir marqué le but décisif de la victoire des footballeuse gaéliques de Cork contre Kerry GAA (1-14 à 0-14). Le mois suivant, elle participe à la finale de la Coupe d'Irlande féminine de football 2020, que Cork perd 6-0 contre Peamount United.
Le 11 février 2021, Saoirse Noonan signe pour Shelbourne à Dublin. Son début de saison est particulièrement probant puisqu'elle marque sept buts en douze matchs.

### En équipe nationale
Le premier contact de Saoirse Noonan avec une équipe nationale a eu lieu au niveau des moins de 16 ans. Elle est déçue d'être la dernière joueuse à ne pas être sélectionnée au terme du rassemblement. Quelques semaines plus tard, elle participe à des essais pour l'équipe des scolaires de moins de 15 ans et cette fois, elle a réussi, étant nommée capitaine pour un match contre l'Angleterre.
Elle est sélectionnée ensuite dans l'équipe de république d'Irlande féminine de football des moins de 17 ans lors du mini-tournoi d'élite de qualification pour le Championnat d'Europe féminin de football des moins de 17 ans 2015 à Turners Cross, marquant lors d'une victoire 2-0 contre l'Angleterre. Lors du tournoi final en Islande, Noonan est la meneuse de jeu de l'équipe au milieu de terrain. Elle joue malgré une cheville blessée. L'Irlande est éliminée après avoir perdu les trois matchs de groupe sans avoir marqué le moindre but.
En août 2016, la sélectionneuse irlandaise Susan Ronan intègre Noonan dans une équipe senior jeune et majoritairement issue du championnat irlandais pour un camp d'entraînement au pays de Galles. Saoirse Noonan obtient sa première sélection senior lors du deuxième des deux matchs amicaux prévus contre les hôtes gallois. Elle est associée à Stephanie Roche dans la ligne d'attaque de l'Irlande pour la dernière demi-heure de la victoire 2-1.
En octobre 2020, il a été rapporté que la bonne forme de Noonan pour Cork City avait attiré l'attention de l'entraîneur de l'équipe nationale senior d'Irlande, Vera Pauw. Pauw confirme qu'elle avait suivi de près les progrès de Noonan, mais note qu'il y avait une concurrence intense pour les places dans sa position préférée. Sous le prédécesseur de Pauw, Colin Bell, Noonan avait été limitée à la "frange", mais a toujours assisté aux séances d'entraînement de l'équipe nationale pour les joueuses basées en Irlande.
Il faut attendre le 10 novembre 2020 pour que la nouvelle sélectionneuse de l'équipe d'Irlande, Vera Pauw nomme Noonan dans une liste provisoire de 31 joueuses pour le dernier match du groupe I des éliminatoires du Championnat d'Europe féminin de football 2022 contre l'Allemagne et loue ses prouesses sportives : « Jouer deux sports et être si naturelle et si clinique à ce sujet est étonnant ». Elle fait partie du groupe de l'équipe nationale mais ne figure pas sur la feuille de match contre l'Allemagne.
Le 11 octobre 2022, elle fait partie de la sélection irlandaise qui se qualifie pour la première fois de son histoire pour une Coupe du monde. L'Irlande bat l'Écosse 0-1 à Hampden Park. Noonan fait partie des remplaçantes. Elle n'entre pas sur le terrain.

## Palmarès
Football
- Championnat d'Irlande
  - Vainqueur en 2021
- Coupe d'Irlande
  - Vainqueur en 2015

Football gaélique
- Ladies' National Football League
  - Vainqueur en 2019
- All-Ireland Senior Ladies' Football Championship
  - Finaliste en 2018 et 2020

## Source
- (en) John O'Shea, Republic of Ireland Women : A Biography in nine lives, Lucan, Hero Books, 2023, 213 p. (ISBN 978-1-910827-79-6), p. 177-186.